# Renzo Morigi
Lorenzo "Renzo" Morigi, född 28 februari 1895 i Ravenna, död 13 april 1962 i Bologna, var en italiensk sportskytt.
Morigi blev olympisk guldmedaljör i pistol vid sommarspelen 1932 i Los Angeles.